# Yoshi Tatsu
Yoshi Tatsu, właściwie Naofumi Yamamoto (jap. 山本 尚史 Yamamoto Naofumi; ur. 30 czerwca 1977 w Gifu) − japoński wrestler występujący w All Japan Pro Wrestling (AJPW).

## Kariera
W latach 2002–2008 występował w New Japan Pro Wrestling. Do ECW Yamamoto dołączył 30 czerwca 2009 pod pseudonimem „Yoshi Tatsu”. Dostał szansę na pas ECW, jednak został pokonany przez Christiana. Tatsu jest niezwykle skocznym i dobrym technicznie zawodnikiem.
Na WWE Slammy Awards, został nominowany na Debiutanta Roku, jednak nagrodę otrzymał Sheamus. Na tej samej gali, Yoshi, wraz z Markiem Henrym i Johnem Morrisonem, pokonali The Miza, Zacka Rydera i Drew McIntyre'a.
W 2010 roku walczył w "battle royal" o miano pretendenta o pas "ECW" podczas "ECW Homecoming". Po gali Elimination Chamber trafił do Raw z powodu zamiany ECW na nowy program NXT. Na Wrestlemanii XXVI wygrał 26-osobowy Battle Royal. Zamierzał prowadzić tag-team z Rey Mysterio "619", jednak doznał kontuzji. Został trenerem w nxt. Zaczął często pojawiać się w tym programie. Rozpoczął swój wygrany feud z Tysonem Kiddem. Później pokonał m.in. Derricka Batemana, Johnnyego Curtisa.